# Landbouw van A tot Z

## A
Aardappel -
Aardappelmoeheid -
Aardappelziekte -
Agrarisch opleidingscentrum (aoc) -
AGROVOC - 
Akkerbouw -
Andijvie -
Appel -
Asperge

## B
Bemesting -
Biet -
Bietenrooier -
Biologische bestrijding -
Biologische landbouw -
Biologische zaaitabel -
Biotechnologie -
Bloemkool -
Bodemkunde -
Boomkweker -
Boomteelt -
Boon

## C
champignon -
cichorei -

## D
Dierenarts -
Dierenras -
Diergeneeskunde -
Domesticatie -
Dorsvlegel -
Drieslagstelsel -
Drie Zusters

## E
Ei (dier) -
Ei (voeding) -
EKO-keurmerk -
Erwt

## F
Fruit -
Fungicide

## G
Galloway -
Geit -
Genetische manipulatie -
Gerst -
Glastuinbouw
Graan -
Groenbemesting -
Groente

## H
Haver -
Herbicide

## I
IJsbergsla -
Insecticide -
Irrigatie

## J
Jaarmarkt

## K
Kalkoen -
Kapucijner -
Kas (glastuinbouw) -
Kibboets -
Kinderboerderij -
Kip -
Komkommer -
Kool -
Koolrabi -
Kroot -
Kunstmest

## L
Landbouw -
Landhervorming -
Lijst van groenten -
Lijst van kippenrassen -
Lijst van rundveerassen -
Lijst van paardenrassen -
Lijst van schapenrassen -
Linze -
LTO Nederland
LEI Wageningen UR

## M
Maïs -
Mechanische onkruidbestrijding -
Melk -
Mest -
Mestoverschot -
Mond-en-klauwzeer -
Mosjav

## O
Onkruid

## P
Paard -
Pastinaak -
Peer -
Peul (vrucht) -
Peultjes -
Plaaginsect -
Plantage -
Plantenziekten -
Pluimvee -
Prei

## R
Rijst -
Rode biet -
Rundvee -
Rurale sociologie

## S
Savooiekool -
Schaap -
Scharreldier -
Scharrelkip -
Selderij -
Sikkel -
Skal -
Sla -
Snijbiet -
Sojaboon -
Spinazie -
Spruitkool -
Suikerbiet

## T
Tarwe -
Teff -
Tomaat -
Triticale -
Tuin -
Tuinboon -
Tuinbouw

## U
UI

## V
Varken -
Vee -
Veeteelt -
Veiling -
Venkel -
Vlees -
Vogelpest

## W
Wageningen University & Research centre -
Weiland -
Westland -
Witlof -
Wol -
Wortel

## Z
Zeis -
Zonnebloem -
Zuidlaardermarkt -
Zuivelproduct